# Pere I de Xipre
Pere I de Xipre o Pere I de Lusignan (Nicòsia, 9 d'octubre del 1328 - Nicòsia, 17 de gener del 1369) va ser rei de Xipre, i rei titular de Jerusalem des de l'abdicació del seu pare el 24 de novembre del 1358 fins a la seva pròpia mort el 1369. També va ser rei llatí d'Armènia a partir del 1361 o 1368. Va ser el segon fill d'Hug IV de Xipre, el primer de la seva segona esposa Alix o Alícia d'Ibelin. També va rebre el títol de comte titular de Trípoli el 1347.
El regnat de Pere I va ser el més brillant de la dinastia Lusignan i va ser un dels últims reis croats. Prometent una contínua guerra contra els musulmans per a la recuperació de Jerusalem, va reviure l'antiga orde Lusignan de cavalleria anomenada Orde de l'Espasa, i sempre portava una espasa desembeinada com un recordatori de la seva promesa.
Bell, valent i impetuós, no va poder, malgrat tot, despertar a Europa el vell entusiasme croat ni obtenir suport suficient per als seus plans, a causa del conflicte intern que va culminar amb el seu assassinat a mans de tres dels seus propis cavallers.

## Biografia

### Primers anys i coronació
Pere era fill d'Hug IV de Xipre i de la seva segona esposa Alícia d'Ibelin. Com a infant de Xipre va rebre en la seva joventut el títol de comte de Trípoli el 1347. El 1349 va viatjar secretament de passeig a Europa amb el seu germà Joan, cosa que va molestar al seu pare, el qual va enviar vaixells per trobar els seus fills i portar-los de retorn. Quan van ser portats de tornada, Hug els va empresonar perquè havien viatjat sense el seu permís.
El successor d'Hug IV en el tron xipriota era el seu fill major, Guiu; però Guiu, que s'havia casat amb Maria de Borbó, va morir abans que el seu pare i no el va poder succeir. El fill de Guiu, que també es deia Hug, va exigir el tron perquè deia que el seu pare era el successor legítim. Les seves demandes van ser rebutjades perquè el seu pare no podia ser l'hereu d'algú que havia viscut més temps que ell. Pere va ser coronat rei de Xipre per Guiu d'Ibelin, bisbe de Limassol, en la catedral de Santa Sofia, Nicòsia el 24 de novembre del 1359.
A causa que Xipre estava envoltada per països que estaven sota el domini musulmà, va esdevenir un lloc d'avançada de la cristiandat vers l'Orient Mitjà, després de l'expulsió dels llatins, especialment els de Palestina al segle anterior. Pere va entendre la importància del seu regne, i creia que la seva missió era lluitar contra els musulmans. Probablement ambicionava tornar a prendre el regne perdut de Jerusalem, que els reis Lusignan consideraven seu i que encara es coronaven com a "reis de Jerusalem" a Famagusta. Pere va ser coronat com a rei titular de Jerusalem en la catedral de Sant Nicolau de Famagusta el 5 d'abril del 1360, com abans havia fet el seu pare.

### Guerra contra els turcs
Immediatament després de la seva ascensió els armenis van recórrer a Pere per demanar ajuda. El regne armeni de Cilícia existia en aquest moment només de nom. El país va ser ocupat pels turcs, a excepció d'unes poques ciutats fortificades de la costa, i el rei d'Armènia havia anat a Europa en va, per atreure ajuda. Pere immediatament va respondre, i el 1361 va enviar a Còricos, que estava sent assetjada pels turcs, dues galeres amb reforços, armes i provisions. L'ocupació de Còricos va ser dissenyada per permetre als comerciants de Xipre una posició segura en la costa des de la qual continuar el comerç amb Àsia Menor i per proporcionar una base militar per fer noves conquestes en el continent. Mentrestant, el rei va fer els preparatius per a una incursió a Àsia Menor. Va aplegar tots els cavallers al seu servei i va reunir una flota de centenars de vaixells en el port de Famagusta. El seu objectiu era Adàlia, capital del beilicat de Tekke i una de les més poderoses fortaleses dels turcs a Àsia Menor. Les forces xipriotes van desembarcar a prop d'Adàlia, i a l'alba de l'endemà van prendre per assalt la fortalesa considerada inexpugnable. En assabentar-se d'aquest èxit, l'emir de Lajazzo (Ayas) i el senyor de Candaroglu van enviar ambaixades a Pere oferint pagar un tribut anual i reconèixer les seves possessions a Còricos i Adàlia.
En tornar el rei a Xipre, els turcs van assetjar Adàlia amb forces considerables i, durant l'hivern, quan el subministrament d'aliments i materials per via marítima era difícil, la guarnició xipriota va tenir grans dificultats per repel·lir els repetits atacs dels turcs. En la primavera els xipriotes van fer una reeixida incursió al campament turc, que va ser pres i cremat. Al mateix temps, l'almirall de Xipre després de veure salvada Adàlia, va fer una incursió a Myra i va saquejar la ciutat. Entre el botí estava la icona de Sant Nicolás que va ser presa per l'almirall i traslladada a la catedral de Famagusta. Tanmateix, aquests èxits no poden quedar assegurades contra el poder dels turcs sense l'ocupació de forces més grans, les quals Xipre no podia proporcionar.

### Viatge a Europa
Pere va deixar Xipre per viatjar a Europa el 1362 amb l'esperança d'obtenir suport per a una nova croada. Però una cadena fatal de circumstàncies el va retardar a Europa durant gairebé tres anys. La gelosia dels venecians i els genovesos, despertada pels èxits del rei, els van moure a obstaculitzar els esforços dels oficials xipriotes per equipar flotes de guerra que portarien la ruïna al comerç de les repúbliques italianes. D'altra banda, les guerres angleses a França i la indiferència de l'emperador alemany van impedir que les potències occidentals donessin suport a una causa que estava cada vegada més fora de l'esfera dels seus interessos.
No obstant això, a França i Anglaterra, a Flandes, Polònia i Hongria, el rei xipriota va ser rebut amb banquets i tornejos en els quals va exercir un paper brillant. El papa el va rebre a Avinyó i es va comprometre a predicar una nova croada de la qual el rei Joan II de França havia de ser el líder. No obstant això, Joan va morir el 1364 i Pere es va quedar per reclutar voluntaris com millor va poder. Mentrestant, els turcs no havien estat inactius. Adàlia va ser novament assetjada per terra i mar, i es va sostenir amb dificultat contra els assalts.
El 1363 la pròpia Xipre estava en greu perill. Mentre que la part sud de l'illa patia una epidèmia de pesta, els turcs van assaltar els pobles de la costa nord, des de Kormakitis fins a Karpasia, excepte el castell de Kyrenia. El 1364 Tash Timur, emir de Damasc, que havia estat fins llavors neutral, va enviar cartes amenaçadores a Xipre, i Joan de Lusigan, el príncep titular d'Antioquia, que era regent en absència del seu germà, va remetre les cartes a Europa com una indicació de la creixent hostilitat a Orient. Pere va mostrar les cartes al Papa, i la indignació que va despertar en Occident va contribuir amb voluntaris que anirien a donar suport al rei. Finalment, el juny del 1365, Pere, amb una petita força numèrica però composta per soldats veterans, va salpar de Venècia amb galeres llogades pel seu canceller, Felip de Maizières.

### Croada d'Alexandria

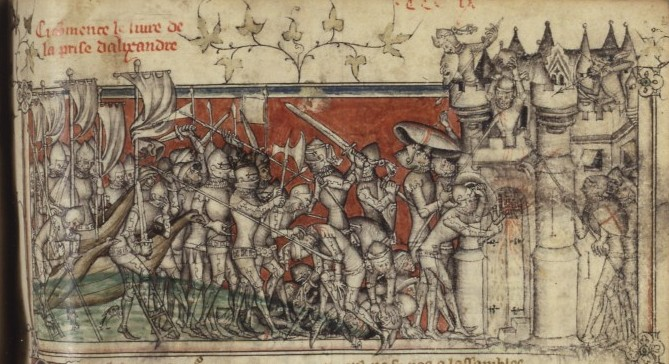
Representació del setge d'Alexandria.

Pere va navegar directament cap a Rodes i la flota xipriota de cent vaixells se li va unir a l'agost. Aquesta concentració de forces, dirigida pel que sembla contra l'Àsia Menor, va fer que diversos dels emirs de Jònia busquessin aliança amb el rei de Xipre, i el rei Pere, a canvi d'un tribut anual i van fer tractats de pau. Després, en aliança amb els hospitalers, als qui per primera vegada va revelar el seu pla de campanya, es va dirigir contra Egipte per atacar els musulmans en el centre del seu poder. L'atac va ser inesperat, i després d'una dura batalla en la qual va estar sempre en el fragor del combat, el rei va capturar la gran ciutat d'Alexandria. Això va ser un brillant però fatal èxit. Els cavallers europeus, que havien lluitat amb molta acció, van titubejar en veure les forces que impedien el camí al Caire, i temien d'intentar el que Lluís IX de França no havia pogut aconseguir el 1244. Pere, davant la negativa d'avançar més, es va veure obligat a evacuar la ciutat després de tres dies de pillatge, i va tornar a Xipre.
El sultà, furiós per la vergonya i la pèrdua que havia sofert, va prendre represàlies contra els mercaders cristians a Egipte i Síria, als quals va arrestar i va privar de tots els seus béns. Solament els venecians, la participació dels quals en l'expedició va romandre fosca, van aconseguir preservar els seus interessos i van ser els primers a aprofitar-se de la retirada de les forces aliades, renovant relacions comercials amb el sultà. La presa d'Alexandria per Pere va tenir més que un efecte temporal a Occident. El Papa Urbà V, va enviar missatges de felicitació i va exhortar als prínceps d'Europa per anar en ajuda d'aquest rei de Xipre, valerós i intrèpid defensor de la cristiandat. Solament alguns cavallers van respondre a la crida. Els reis d'Europa van romandre obstinats en els seus propis assumptes, i el Papa es va veure obligat a cedir a les demandes de les ciutats marítimes i va aconsellar a Pere de fer la pau amb Egipte. El rei, en veure que no podia esperar més suport d'Europa, va cedir als desitjos del Papa i va autoritzar als venecians per entaular negociacions per a la pau. Mentrestant, Pere va comandar les seves forces contra els turcs d'Àsia Menor, que estaven preparant una flota per ser enviada en suport d'Egipte. L'almirall xipriota va atacar la flota enfront de les costes de Cilícia i va capturar o va cremar les naus turques.

### Atacs en el Líban i Síria
L'any següent Ala al-Din Beg, el governant turc de Karaman, per instigació dels egipcis va avançar amb totes les seves forces per atacar Còricos. Els musulmans esperaven que aquesta desviació forcés el rei de Xipre a acceptar els termes de pau que demandava el sultà. El rei, no volent deixar sense defensa Xipre fins que la pau amb Egipte fos signada, va enviar el seu germà, Joan, per reforçar Còricos. Immediatament després de desembarcar amb les seves tropes principals, Joan va intentar un atac per sorpresa al campament turc, però prenent consciència de la seva immensa superioritat numèrica, es va retirar al castell per esperar la resta de les seves forces. Un segon atac hauria estat rebutjat pel nombre aclaparador dels turcs, el príncep es va adonar que havia d'esperar més reforços. Després d'una setmana d'inactivitat en tots dos bàndols, els turcs, en assabentar-se d'una revolució mameluca al Caire, van decidir retirar-se a les muntanyes del Taure a l'espera de nous esdeveniments a Egipte. El príncep, havent estat informat pels espies de la prevista retirada, va aprofitar l'oportunitat per atacar els turcs durant els seus preparatius per a la retirada. Dirigint les seves forces en tres divisions convergents, va avançar contra la posició turca. La retirada turca va esdevenir una derrota i una massacre: el campament turc amb totes les seves armes, material i tresor, va ser capturat i Ala al-Din Beg va enviar ambaixadors a demandar la pau. Aviat es va concloure un tractat, la ciutat de Còricos va ser repoblada pels comerciants xipriotes i les relacions comercials van ser restablertes amb els turcs.
Les negociacions amb Egipte per arribat a un acord que inclogués el reconeixement de consolats xipriotes i la reducció dels drets de duana en els ports del Llevant, s'estaven retardant, i, a fi de fer complir els seus termes, Pere va decidir reprendre les hostilitats abans que els cavallers occidentals donessin per acabat el seu servei. Adonant-se que un atac contra Egipte estava ara fora de discussió, va navegar cap a Síria, on va capturar i va saquejar Trípoli i altres ciutats. El 1368, amb la intenció de la represa de la guerra amb Egipte, el rei va tornar a deixar Xipre per demanar un nou delme de guerra a Europa i reclutar nous soldats. Però aviat es va convèncer que una nova croada ja no era possible. El Papa no va poder donar-li suport i li va aconsellar fer d'una vegada la pau amb Egipte. Pere, en veure això va marxar amb els hospitalers solament per intentar de tornar a establir el Regne de Jerusalem, el somni de tota la seva vida, va accedir a permetre que una ambaixada tractés en nom seu amb el sultà, el Papa i les repúbliques italianes, el comerç de les quals s'havia arruïnat per la guerra. Ràpidament es va acordar una treva, la qual cosa va posar fi a les hostilitats i va portar a la signatura del tractat que havia estat objecte de debat des de feia dos anys.

### Mort

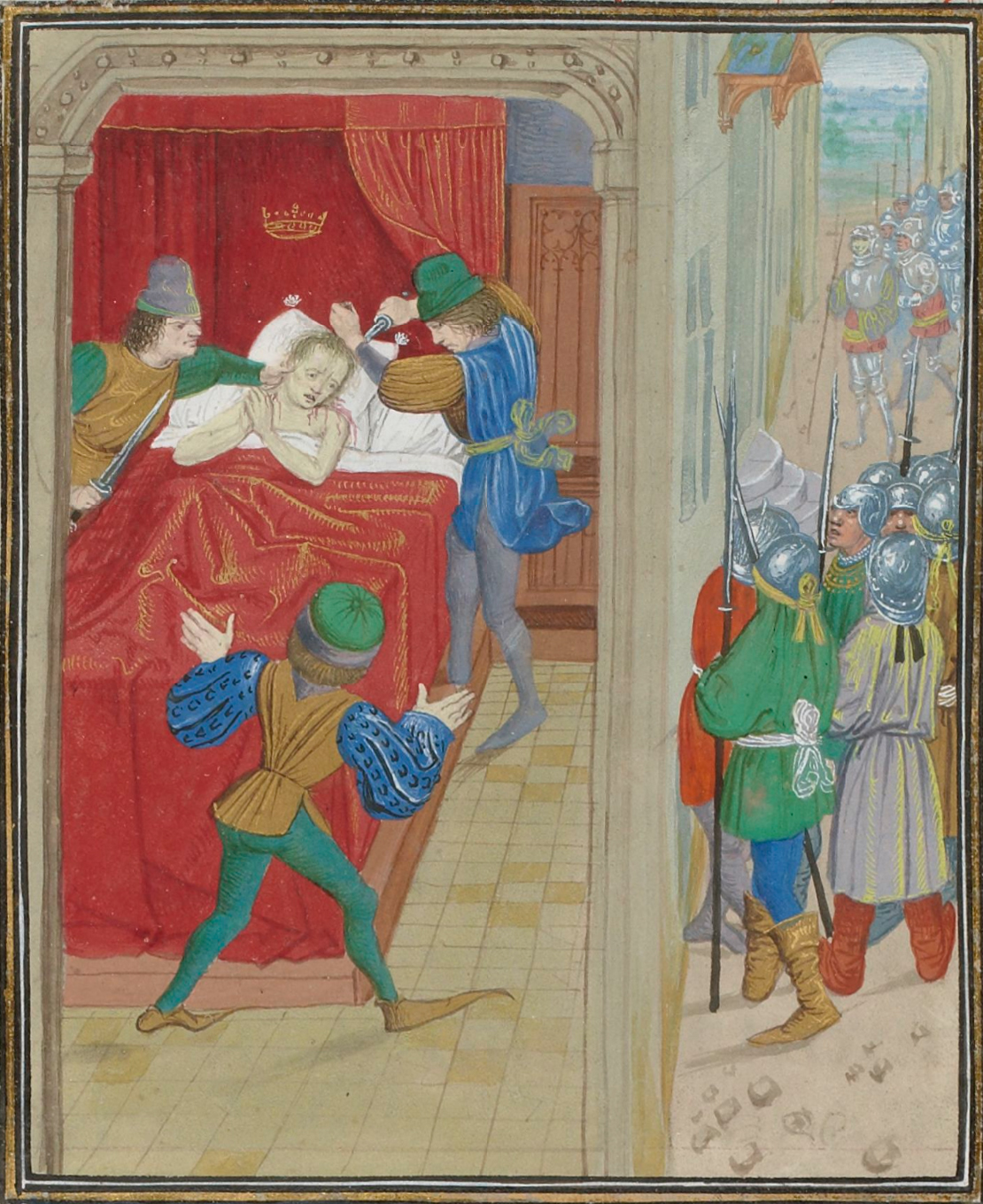
Cròniques de Jean Froissart: assassinat de Pere I el 1369.

Mentre estava a Roma, Pere va rebre una delegació dels caps armenis implorant que es convertís en el seu rei i restaurés les seves fortunes caigudes. El rei va tornar a Xipre amb l'esperança de trobar entre els seus cavallers forces suficients per socórrer als armenis i evitar la pèrdua total de l'últim bastió de la cristiandat a Àsia. Però, amb prou feines va desembarcar a Xipre el rei es va veure aclaparat per problemes interns. La reina Elionor d'Aragó, a qui havia deixat Xipre durant les seves llargues visites a Occident, havia demostrat ser infidel. El rei va prendre represàlies sobre els nobles que havien estat els seus favorits i es va comportar amb tanta supèrbia i tirania que es va distanciar de la simpatia dels seus barons, i fins i tot dels seus germans. Al gener del 1369 va ser assassinat per un grup de nobles amb el consentiment dels seus germans. El seu fill Pere, un jove de tretze anys, el va succeir en el tron sota la regència del seu oncle, Joan, príncep d'Antioquia, i amb l'altre oncle Jaume com a conestable de Xipre.

### Matrimonis i descendència
El 1342 va contreure matrimoni amb Esquiva de Montfort, filla i hereva d'Hunfred de Monfort, conestable de Xipre entre el 1305 i el 1326, i senyor titular de Toron. Esquiva va morir abans del 1350, quan Pere encara era jove, per la qual cosa el matrimoni no va tenir descendència.
Després d'enviduar, Pere va contreure matrimoni novament el 1353, aquesta vegada amb Elionor d'Aragó i Gandia, filla de Pere IV de Ribargorça i Joana de Foix, amb la qual va tenir tres fills. Els tres descendents que va tenir van ser:
- Pere II (v. 1357 - 1382), qui el va succeir com a rei de Xipre i rei titular de Jerusalem.
- Maria o Margarida (v. 1360 - v. 1397), promesa a Carlo Visconti i casada el 1385 amb el seu cosí Jaume de Lusignan, comte titular de Trípoli.
- Esquiva, que va morir jove en una data incerta, abans del 1369.